# Sideritis candicans
Sideritis candicans — вид рослин з родини глухокропивові (Lamiaceae), ендемік Мадейри. Етимологія: лат. candicans — «який стає білим».

## Опис
Багаторічний, білий або сірий, волохатий чагарник висотою 45–100 см. Листки черешкові, від яйцеподібних до ланцетних, довжиною 4.5–12 см і шириною 1.5–7.5 см, на основі серцеподібні, від віддалено зубчастих до майже цілих, гострі у верхівці. Суцвіття розгалужені, досить розріджені; чашечка дзвоноподібна, довжиною 5–6.5 мм; з 10 венами та 5 рівними зубцями 1–1.5 мм; вінчик вершково-жовтий, гладкий або зовні розсіяний, трубка вінчика довжиною 4–5.5 мм, верхня губа довжина 2–2.5 мм, плоска і розрізана, нижня губа довжиною 2.2–3.5 мм. Плоди довжиною ≈1.5 мм, яйцеподібні.

## Поширення
Ендемік Мадейри.
Він росте на скелях, краях лісів і на галявинах на висотах 600–1700 м.

## Галерея

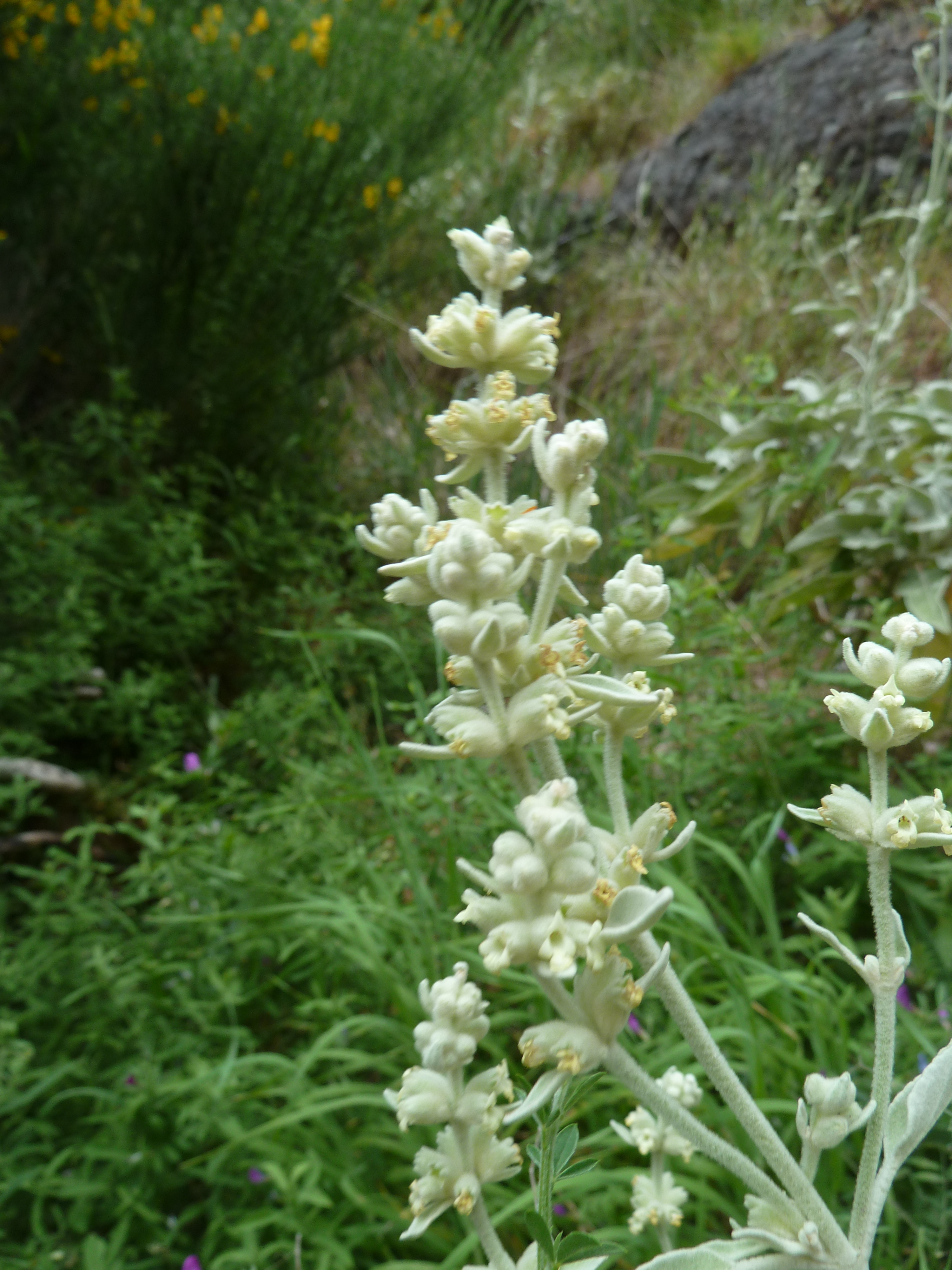
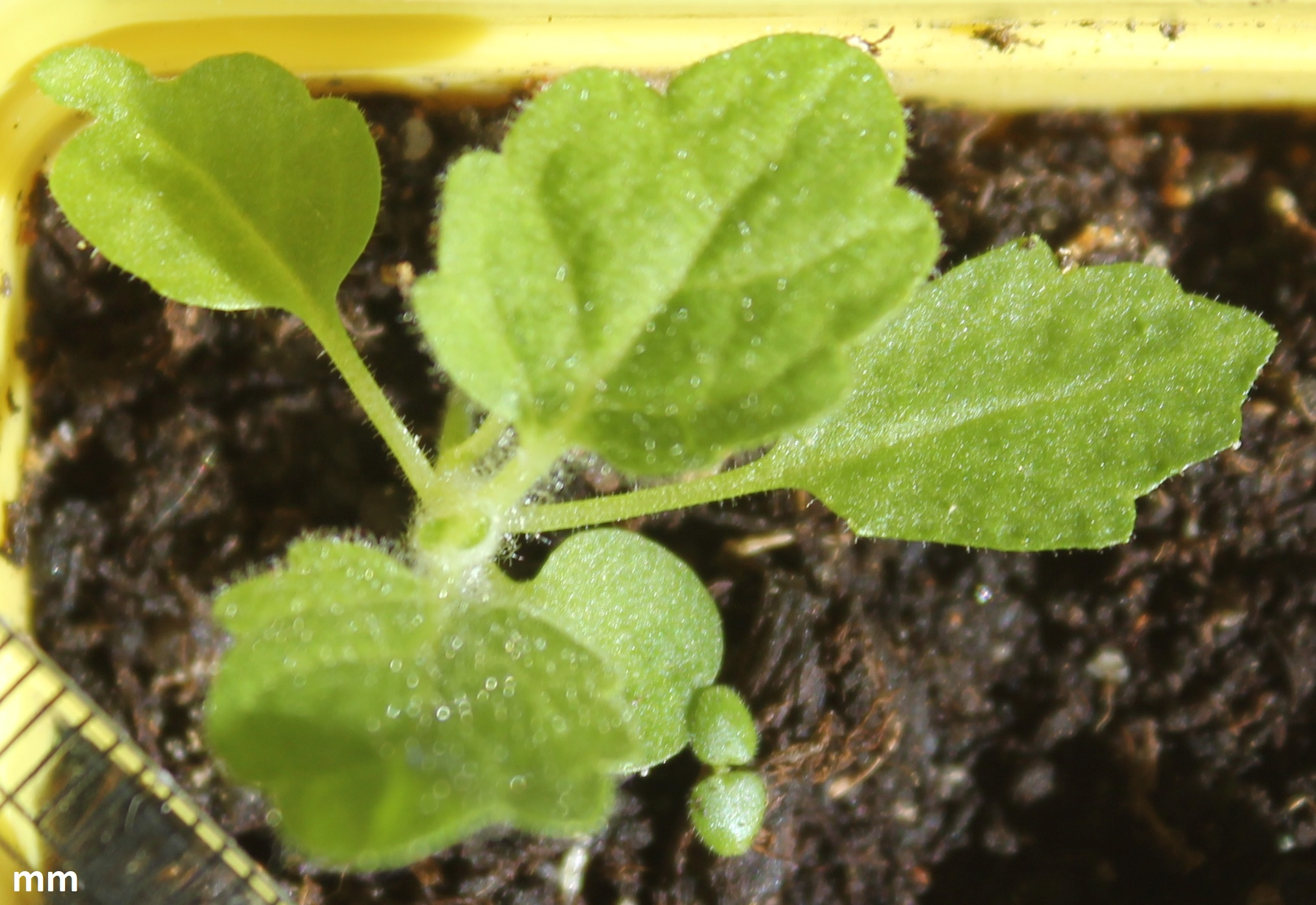